# حشره‌خوار جزیره سنت لورنس
 حشره‌خوار جزیره سنت لورنس (نام علمی: Sorex jacksoni) نام یک گونه از سرده حشره‌خوارهای دم‌دراز است.